# Дом М. А. Рубцова (Новосибирск)
Жилой дом мещанина М. А. Рубцова — двухэтажное здание в Центральном районе Новосибирска, построенное в 1910 году. Образует исторический ансамбль с расположенными рядом домами № 1 и № 2 по Каинской улице. Памятник архитектуры регионального значения.

## Описание
Двухэтажный объём здания имеет прямоугольную форму в плане.
К северной части дома примыкает Г-образная пристройка с расположенной в ней лестничной клеткой.
Кирпичные стены первого этажа базируются на бутовых ленточных фундаментах, стены второго этажа бревенчатые и рублены «в лапу». Восточная стена представляет собой кирпичный брандмауэр.
Четырёхскатная крыша из металла стропильной конструкции имеет со стороны главного фасада треугольный фронтон, смещённый по отношению к центру кровли. Крыша Г-образной пристройки односкатная. Парапет на крыше со стороны западного фасада не сохранился.
Главный фасад композиционно асимметричен. Его фланги, выделенные пилястрами, имеют разные размеры. Окна второго этажа расположены неравномерно.
Этажи планировочно отделены друг от друга, для каждого из них предусмотрены индивидуальные входы: вход главного фасада ведёт к жилым помещениям первого этажа, вход дворового фасада — на второй этаж.
Из-за приспособления дома под современные нужды первоначальная планировка была изменена.
В интерьере были сохранены печи и декоративный карниз помещений первого этажа.

### Декор
Кирпичная часть здания декорирована прямоугольными подоконными нишами, кольцами, треугольниками, полуколонками и сухариками, увеличенными в размерах. Расположенные в нишах первого этажа четырехгранные пирамидки дублируются как элементы деревянного декора второго этажа. Богато украшена деревянная часть фасада. Три яруса подзоров оформляют карниз большого выноса, который поддерживают небольшие пропильные кронштейны. На фризе между кронштейнами размещены четырёхгранные пирамидки двух размеров.

#### Наличники второго этажа
У наличников прямоугольных окон второго этажа подоконные и надоконные доски завершены валютообразно и украшены пропильно-объёмной резьбой в виде растительного орнамента. В декоре боковых досок использованы токарые элементы: геометрические фигуры и кисти.